# Бибо, Соломон
Соломон Бибо (англ. Solomon Bibo, 15 июля 1853, Бракель, Вестфалия, Королевство Пруссия — 4 мая 1934, Сан-Франциско, Калифорния, США) — американский предприниматель и торговец еврейского происхождения, живший на Диком Западе. В 1885—1889 годах занимал пост губернатора (вождя) резервации индейцев акома в американском штате Нью-Мексико.
Единственный в истории неиндеец, когда-либо занимавший пост вождя племени индейцев.

## Ранние годы
Бибо родился 15 июля 1853 года шестым из одиннадцати детей в семье Исаака и Блюмхен Бибо в городе Бракель, в тот период входившем в состав Королевства Пруссия. Отец его был кантором. В возрасте 16 лет вслед за своими старшими братьями Натаном и Саймоном Соломон переехал в Соединенные Штаты Америки. Сначала он прибыл в Нью-Йорк и, проведя некоторое время за изучением английского языка на Восточном побережье, уехал к своим братьям в город Санта-Фе, штат Нью-Мексико. Его братья активно занимались предпринимательством и торговлей, открыв магазины в Лагуне, Форт-Уингейте, Себоллете, Берналильо и Грантсе. Вскоре они сумели выучить несколько языков коренных народов Северной и Южной Америки наряду с немецким, идишем и английским, которыми они уже владели раннее.
Среди коренных американцев братья Бибо завоевали репутацию честных людей: они продавали продукцию племен через свои магазины и снабжали форты армии США по официально заключенным контрактам. В свою очередь, коренные американцы получали справедливые цены на товары и совершенствовали свои методы ведения сельского хозяйства. Братья также выступали посредниками в земельных спорах между племенами и жителями Мексики, а также пытались помешать белым американцам приобретать индейскую землю по ценам ниже рыночных.

## Знакомство с племенем акома
Соломон Бибо был особенно вовлечен в спор между жителями резервации племени акома и Министерством внутренних дел США по поводу федерального обследования данной территории в 1876 и 1877 годах. Результатом обследования стал договор, который предоставил в пользование племени лишь 94 000 акров (380 км²) земли, что намного меньше, чем, по мнению индейцев, они имели право получить изначально. Чтобы помочь народу акома, он выучил их язык и вместе со своим братом Саймоном написал несколько писем в Министерство внутренних дел, результатом чего стал пересмотр итогов обследования в 1881 году. Правительственные землемеры Уолтер и Роберт Мармоны были пресвитерианскими миссионерами и торговцами, вступившими в брак с девушками из резервации индейцев Лагуна-Пуэбло, соперничавшей с племенем акома. Однако после расследования правительство вынесло решение против акома и передало большую часть спорной земли лагуне. 12 декабря 1882 года Бибо обратился к комиссару Бюро по делам индейцев за лицензией на торговлю с резервацией племени акома.
С целью защитить свои оставшиеся земли, 7 апреля 1884 года представители племени подписали соглашение о 30-летней аренде всей своей земли Соломоном Бибо, в обмен на что он должен был выплатить им 12 000 долларов, защищать их скот, не подпускать скваттеров и добывать уголь на землях акома с роялти в размере десяти центов за тонну, которое также выплачивались племени.
Договор аренды привлек внимание Педро Санчеса, американского агента по делам индейцев из Санта-Фе, который попытался заставить федеральное правительство аннулировать договор. Последовала сложная борьба за аренду, и комиссар по делам индейцев Хайрам Прайс в конце концов аннулировал договор, однако также отстранил Санчеса.
Вскоре Бибо женился на представительнице племени акома. Его супруга Хуана Валье была внучкой бывшего губернатора акома. Воспитанная в католической семье, ради женитьбы она приняла иудаизм. Поскольку на территории резервации не было раввина, Соломон и Хуана провели две свадебные церемонии: религиозную перед католическим священником 1 мая 1885 года и гражданскую перед мировым судьей 30 августа того же года. Этот брак официально сделал Соломона членом племени акома.
В 1885 году по результатам прямого голосования индейцы единогласно избрали Соломона Бибо своим новым губернатором, что, по сути, эквивалентно должности вождя племени. Среди своих соплеменников он был известен как «Дон Соломоно» и в общей сложности занимал пост губернатора четыре раза.
Акома обратились к федеральным властям с просьбой об официальном признании Бибо своим лидером, и в 1888 году Бюро по делам индейцев удовлетворило данное прошение.

### Губернаторская деятельность
Будучи губернатором, он, в частности, помог провести реформу системы образования среди индейцев, руководил деятельностью первых школьных учителей в резервации и разрешил использовать свой дом в качестве школы. Позже некоторые ученики этой школы были отправлены в Карлайловскую индейскую промышленную школу в Пенсильвании. Индейские школы оказались очень противоречивым явлением, вызвав острые разногласия между разными поколениями племени. Бибо выступил против сторонников сохранения традиционных племенных укладов. В 1889 году, уже оставив пост губернатора, он помог агентам Бюро по делам индейцев арестовать и заменить губернатора, который поддерживал членов племени, применявших агрессивные методы наказания младших соплеменников за следование «прогрессивным» методам, преподаваемым в школах.

## Последние годы
Из-за растущей напряженности, связанной с данными изменениями, и из-за того, что он хотел, чтобы его дети получили традиционное еврейское образование, Бибо и его семья переехали в Сан-Франциско, штат Калифорния, в 1898 году. В Калифорнии он до 1906 года был совладельцем продуктового магазина. В 1904 году Бибо продал брату Эмилю свой магазин, ранее открытый в резервации индейцев акома, а в 1906 году открыл новый магазин в Сан-Рафаэле, штат Нью-Мексико. Он также вложил значительные инвестиции в недвижимость в Сан-Франциско.

## Смерть и наследие
Соломон Бибо умер в возрасте 80 лет 4 мая 1934 года в городе Сан-Франциско. Его супруга умерла в марте 1941 года. Они были кремированы и похоронены на кладбище Темпл Эмануэль в Колме, Калифорния. Некоторые из их шестерых детей позже возвратились в Нью-Мексико. Многие потомки Соломона Бибо и его братьев до сих пор проживают в Нью-Мексико, среди них евреи, латиноамериканцы и коренные американцы.

## В популярной культуре
«Моисей на горе» — короткометражный художественный фильм в жанре драмы, основанный на реальной истории жизни Соломона Бибо. Картина была удостоена ряда наград, включая приз за лучший короткометражный фильм на кинофестивале в Орландо в 2013 году, и была выбрана для участия в более чем 30 других кинофестивалях.